# Крунвалль, Стаффан
Стаффан Крунвалль (швед. Staffan Kronwall; 10 сентября 1982, Ерфелла) — шведский бывший профессиональный хоккеист, защитник. Брат хоккеиста Никласа Крунвалля. Завершил карьеру в 2020 году.

## Карьера
Стаффан Крунвалль начал свою профессиональную карьеру в 2001 году в составе клуба «Худдинге», выступая до этого за его фарм-клуб. В 2002 году Стаффан перешёл в столичный «Юргорден». В том же году на драфте НХЛ он был выбран в 9 раунде под общим 285 номером клубом «Торонто Мейпл Лифс».
В 2005 году, после трёх матчей в составе клуба «Брюнес», Крунвалль отправился за океан, где сразу же смог закрепиться в НХЛ. В своём первом сезоне в составе «Торонто» Стаффан провёл 34 матча, в которых набрал 1 (0+1) очко. Тем не менее, большую часть своей карьеры в системе «кленовых листьев» Крунвалль провёл в АХЛ в составе клуба «Торонто Марлис».
В середине сезона 2008/09 Стаффан был помещён на уэйвер, откуда его забрал «Вашингтон Кэпиталз». Однако, проведя в составе «столичных» лишь 3 матча, Крунвалль отправился в фарм-клуб «Вашингтона», «Херши Беарс», в составе которого он стал обладателем Кубка Колдера, набрав 21 (5+16) очко в 38 матчах.
В 2009 году Стаффан подписал контракт с «Калгари Флэймз». 6 октября того же года Крунвалль забросил свою первую и единственную шайбу в НХЛ в ворота голкипера «Монреаля» Ярослава Галака в победном матче, который завершился со счётом 4:3. Тем не менее, большую часть сезона Стаффан провёл в составе клуба АХЛ «Абботсфорд Хит».
Сезон 2010/11 Крунвалль вновь начал в «Эбботсфорде», однако после первого матча сезона, получив согласие от руководства «Калгари», он отправился на родину, чтобы продолжить карьеру в «Юргордене», где в 52 матчах он набрал 21 (7+14) очко. Своей успешной игрой Стаффан заслужил вызов в сборную, а уже 20 апреля 2011 года он подписал контракт с череповецкой «Северсталью». В составе «сталеваров» Крунвалль сумел стать одним из лидеров команды, записав на свой счёт 19 (5+14) баллов в 58 проведённых встречах. Тем не менее, 11 мая 2012 года Стаффан покинул «Северсталь» и заключил двухлетнее соглашение с ярославским «Локомотивом». За Локомотив отыграл 8 лет, там же и закончил свою карьеру в 2020 году.

### Международная
В составе сборной Швеции Стаффан Крунвалль принимал участие в молодёжном чемпионате мира 2002 года, а также взрослых чемпионатах мира 2011, 2012 и 2013 годов, на первом из которых он вместе с командой стал серебряным призёром, набрав 4 (1+3) очка в 9 проведённых матчах. На ЧМ-2013 Крунвалль был капитаном своей национальной сборной, которая завоевала золотые медали, а Стаффан набрал 1 (0+1) очко и заработал 4 минуты штрафа. Также Стаффан регулярно призывается под знамёна сборной для участия в этапах Еврохоккейтура.

## Достижения
- Чемпион мира 2013.
- Серебряный призёр чемпионата мира 2011.
- Обладатель Кубка Колдера 2009.
- Участник матча звёзд КХЛ 2013.

## Статистика
| Легенда | Легенда                    | Легенда | Легенда                   | Легенда | Легенда    |
| ------- | -------------------------- | ------- | ------------------------- | ------- | ---------- |
| И       | Количество проведённых игр | Штр     | Штрафное время            | +/−     | Плюс-минус |
| Г       | Голы                       | П       | Голевые передачи          | О       | Очки       |
| -       | Статистика неизвестна      | —       | Статистика не учитывалась |         |            |